# Endotrichella moluccensis
Endotrichella moluccensis là một loài Rêu trong họ Pterobryaceae. Loài này được (Bosch & Sande Lac.) Müll. Hal. miêu tả khoa học đầu tiên năm 1874.